# アルスフェルト
アルスフェルト (ドイツ語: Alsfeld, ドイツ語発音: [ˈalsfɛlt]) は、ドイツ連邦共和国ヘッセン州フォーゲルスベルク郡の市であり、ヘッセン州の中心に位置する。

## 地理

### 位置
アルスフェルトはフォーゲルスベルク郡の北部、クニュル山地の南西端、アルスフェルト盆地の西斜面に位置する。この街は、エルファ川がシュヴァルム川上流に合流する合流点の西側に位置する。
最寄りの都市は、バート・ヘルスフェルトが約 39 km 東、フルダが約 44 km 南東、ギーセンが約 52 km 西、マールブルクが約 43 km 北西に位置している。

### 隣接する市町村
アルスフェルトは、北はヴィリングスハウゼン、シュレックスバッハ、オットラウ（いずれもシュヴァルム＝エーダー郡）、東はブライテンバッハ（ヘルスフェルト＝ローテンブルク郡）およびグレーベナウ、南はシュヴァルムタールおよびロムロート、西はキルトルフおよびアントリフトタール（いずれもフォーゲルスベルク郡）と境を接している。

### 市の構成
この街は、中核市区（10,681人）の他、アルテンブルク（1,453人）、アンゲンロート（608人）、ベルファ（703人）、ビラーツハウゼン（258人）、アイファ（837人）、エルベンロート（451人）、オイドルフ（551人）、フィッシュバッハ（95人）、ハッテンドルフ（612人）、ハイデルバッハ（385人）、ロイゼル（816人）、リーダーバッハ（555人）、リンゲルバッハ（712人）、ミュンヒ＝ロイゼル（78人）、ライベルテンロート（375人）、シュヴァーベンロート（378人）の各市区からなる。

## 歴史

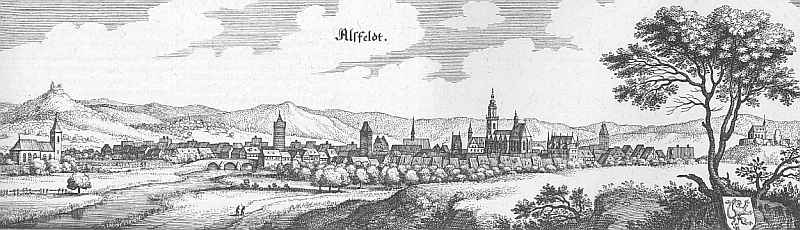
1655年出版のマテウス・メーリアンの銅版画に描かれたアルスフェルト

アルスフェルトは、1069年に初めて文献に記録されている。ヴァルプルギス教会の発掘品は、9世紀または10世紀にはすでにロマネスク様式の教会があった事を示している。このことから、この集落はおそらくカロリング朝時代に成立したと推測される。1180年から1190年までの間にテューリンゲン方伯は、歴史的な交易路「クルツェ・ヘッセン」沿いのこの場所に城を建設した。この位置は、アルスフェルトの発展を助長し、1222年にはアルスフェルトは「市」として記述されている。
アルスフェルトは1247年からヘッセン方伯領となり、1254年にライン都市同盟に加盟した。ヘルマン2世は1395年に城館を建設し、この街は単発的に宮廷都市の機能を有した。この街は、1567年にヘッセン＝マールブルク方伯領となり、1604年からはヘッセン＝ダルムシュタット方伯領となった。
国家社会主義の犠牲となったアルスフェルト住民の追悼のため、2009年10月24日にギュンター・デムニヒはアルスフェルトに最初の「つまずきの石」（16カ所）を埋設した。2010年9月7日に13の「つまずきの石」が追加された。2011年9月28日、ヘルスフェルダー通り、ウンターガッセ、プファルヴィーゼンヴェク、ウンテラー・フルダー・ガッセにさらに13の石が追加された。

### アルスフェルト郡
ヘッセン大公国では、1821年から1832年までラントラーツベツィルク・アルスフェルトが設けられた。1832年から1972年まで（三月革命後の短い中断をはさみ）アルスフェルトは、同名の郡の郡庁所在地となった。この郡は、ヘッセンの地域再編により、ラウターバッハ郡およびショッテン郡の一部とともにフォーゲルスベルク郡を形成することとなった。ラウターバッハを新しい郡の郡庁所在地とするヘッセン州内務省の決定は、アルスフェルトの反感を招き、ラウターバッハとの関係は長年にわたって良好ではなかった。アルスフェルト地方の反発を考慮して、たとえばアルスフェルトの自動車登録ナンバーは、1972年から1978年まで本来の LAT（ラウターバッハ）ではなく、ALS の略号が割り当てられた。1978年までにフォーゲルスベルク郡の自動車登録ナンバーとして VB を用いることが確定した。

### 現代
ベルファ、ハッテンドルフ、リーダーバッハ、リンゲルバッハは、市町村再編に伴って1972年8月1日に合併した。
1961年に第1回「ヘッセンの日」がアルスフェルトで開催され、1985年の第25回「ヘッセンの日」もやはりこの街で開催された。第50回「ヘッセンの日」は、計画されたのだが、紫禁城の都合によりアルスフェルトでは開催されなかった。
1975年にアルスフェルトは欧州評議会からヨーロッパのモデル都市に指定された。このために、7つの世紀にまたがる 400 棟の木組み建築や木組みの市庁舎、犯罪者のさらし台、ドイツで最も古い家屋の1つとされる建物が修復された。ただし、木組みが剥き出しにされ誤った塗料が塗られたことにより多くの木組みの梁が損なわれ、再修復をしなければならなかった。

### 市の名前
名前の由来についての伝承がある。1200年頃、ヘッセン/テューリンゲン方伯が馬でフォーゲルスベルクを越える遠乗りに出たところ、ホムベルク（アルスフェルト近郊の丘）に着いた時に強い風が吹いて、方伯が "Als fällt mir der Hut vom Kopp"（ここではいつも帽子が飛ばされる）と言った（"Als" はオーバーヘッセン方言で「いつも」「絶えず」を意味する）。この "Als fällt" が Alsfeld の由来だというものである。しかし、実際には古い人名 "Adalo" （Adalolf = Adolf, Adalbero, Adalwin といった名前の短縮形）に由来すると考えられており、1076年に Adelesfelt、1231年に Adelsfeld、1259年に Alisvelt、1285年に Alsveld と表記されている。

### 昔の水供給
地元の人にとって、通りを清掃するため水や防火用水の供給は重要であった。リーダーバッハ川（古名はレレバッハ川）は、現在の駅の敷地付近で何世紀もの間堰き止められていた。降水は、この貯水池からルートヴィヒ広場を通ってオーバーガッセに通じていた。自然勾配が利用され、流れは他の通りにも分岐した。歩道沿いの側溝が水の勢いを緩め、フルダ門から市壁外のシュヴァルム川に排水された。リーダーバッハ川の貯水池は必要に応じて遮断され、多くの水量に対応した。飲み水は家の井戸を利用した。中核市区の家はそれぞれ個別の井戸を備えていた。マルクトネーエの2軒の旅館では、現在もこうした家の井戸を見ることができる。

## 行政

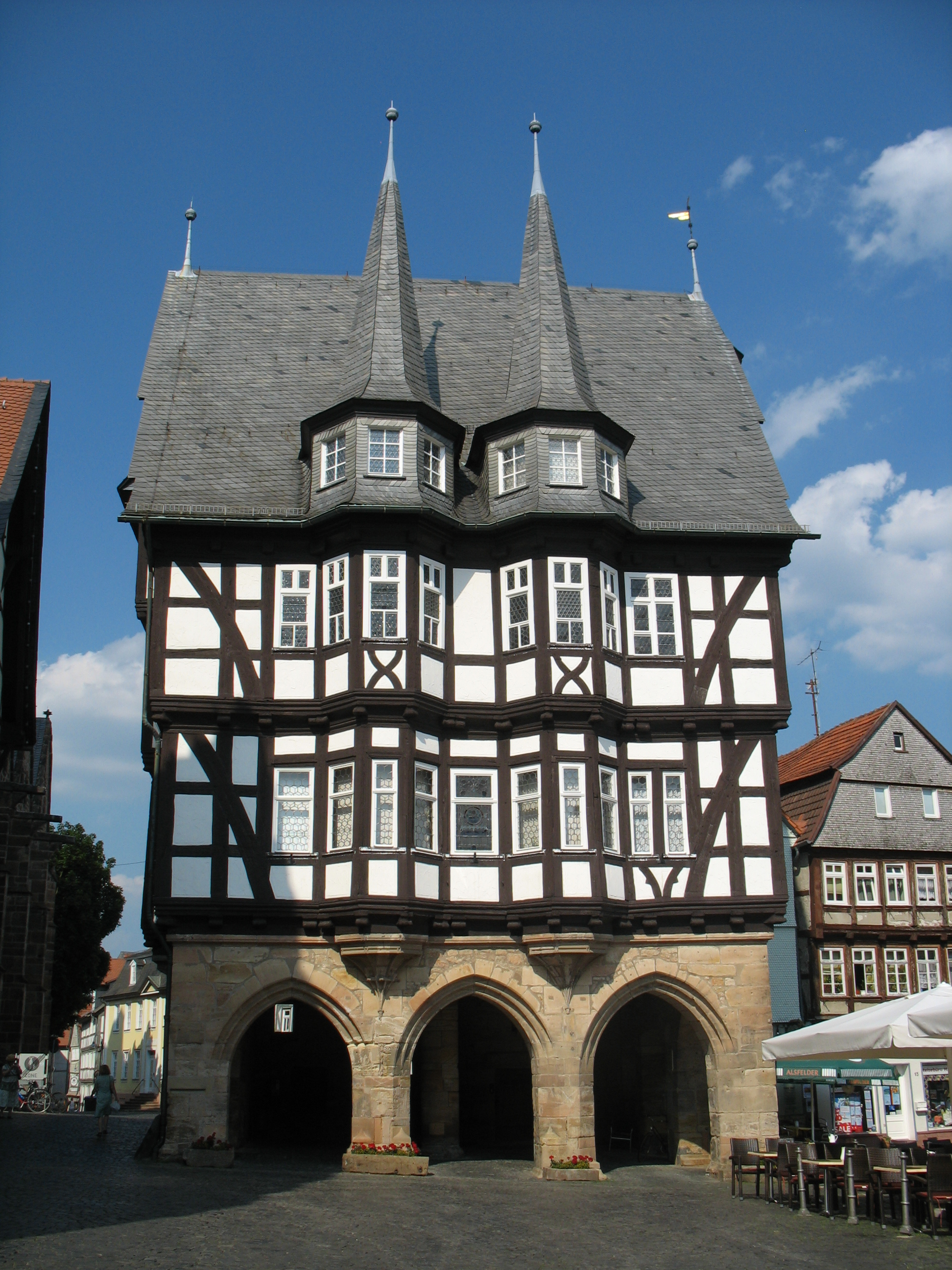
アルスフェルト市庁舎

### 市議会
アルスフェルトの市議会は、37議席からなる。

### 首長
2013年5月26日の市長選挙で、シュテファン・パウレ (CDU) は対立候補アルノ・ヘドリヒを破り当選した。
2007年9月9日の市長選挙では、決選投票でラルフ・ベッカー (SPD) が 54.3 % の票を獲得してウルリヒ・キュンツ (CDU) に勝利した。投票率は 60.3 % であった。
それまで市長を務めたヘルベルト・ディーステマン (SPD) は、ヘッセン州で初めて直接選挙で選出された市長であったが、所属政党の投票を承けて、就任後19年で市議会は 2007年5月24日に解任された。これは市の予算の独断による運用が原因であった。その後、彼は裁判で有罪とされた。

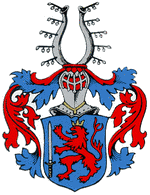
アルスフェルトの大紋章

### 紋章
図柄: 青地の盾に、直立し、右（向かって左）を向いた、金の冠を被り、金の爪を持つ赤い獅子。向かって左に銀の刃先と金の柄からなる剣がある。盾の上の兜には牛角図形が付けられ、外側に向かって葉状装飾が付いている。
この街の最も古い印章は 1234年のもので、片手に剣、もう一方に盾を持った判事としてのヘッセン方伯が描かれていた。盾にはヘッセン方伯の紋章（ヘッセンの獅子）が描かれていた。現在のデザインの紋章は、14世紀後期から現れる。これ以後彩色された紋章は滅多に用いられず、かつては銀と赤が 7 回入れ替わる獅子だったのだが、単色となった。

### 姉妹都市
- ニュー・ミルズ（イギリス、ダービーシャー）1962年
- ナクスコウ（デンマーク、シェラン地域）1963年
- シャヴィル（フランス、オー＝ド＝セーヌ県）1974年
- アムシュテッテン（オーストリア、ニーダーエスターライヒ州）1979年
- シュピシュスカー・ノヴァー・ヴェス（スロバキア、コシツェ県）1992年

## 文化と見所

### コンサート
- ヘッセンハレやシュタットハレ（市立ホール）で定期的に開催されるロック、ポップ、大衆音楽のコンサート
- 旧ユーゲントツェントルム（青年センター）で定期的に開催されるコンサート

### 演劇

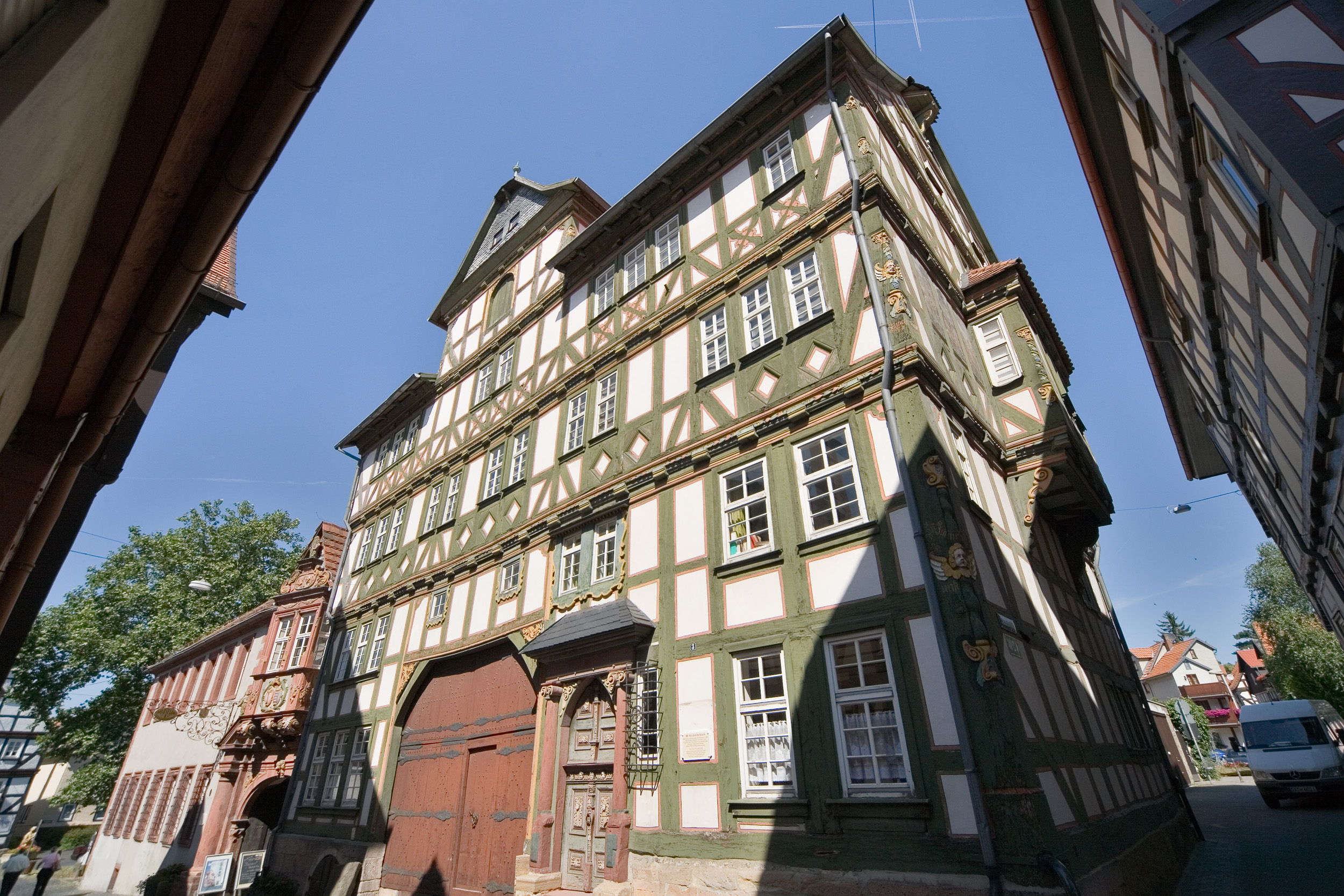
アルスフェルト地方博物館が入っているノイラートハウス。奥にミンニゲローデ＝ハウスが見える。

- シュタットハレのテアター・レギオナル
- 地元の上級学校の演劇

### 博物館
- アルスフェルト地方博物館[8]。都市貴族の館であるノイラートハウス（1688年建造）とミンニゲローデ＝ハウス（1687年建造）内にある。しばしば、小規模ながら多彩な内容の特別展が開催されている。
- アルスフェルト・メルヘンハウス[9]。ドールハウスがある。ザックガッセとザムエル＝シュピーア＝ガッセとの角にある。

- ミンニゲローデ＝ハウス
- アルスフェルト・メルヘンハウス
- メルヘンハウス内のドールハウス

### 建築

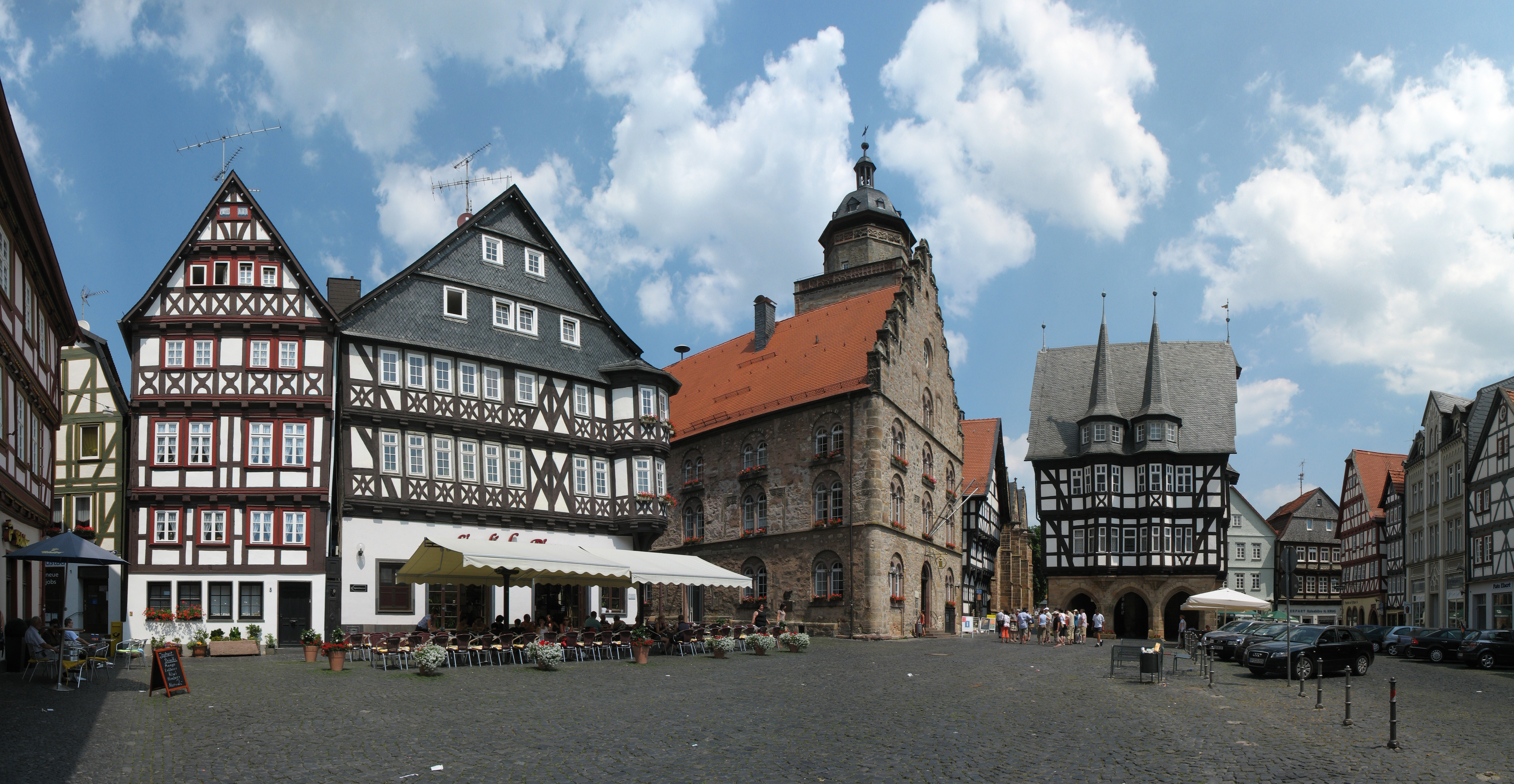
アルスフェルトのマルクト広場。画面のやや右手奥が市庁舎。その左手の大きな石造建築がヴァインハウス。その背後の塔がヴァルプルギス教会。

この街は、歴史的建造物が密集した旧市街で有名である。
旧市街は中世都市に典型的な配置を示している。町の中心であるマルクト広場（市場が開かれた広場）の周りの、少し離れた場所を戦略的な意味からほぼ円形の市壁が取り囲んでいる。市壁には、さらに以前からあった交通路にアクセスするための開口部がある。開口部である市門から街の中心まで真っ直ぐな道が通じている。アルスフェルトでは、広域交通には使われなかった小径沿いに市壁が造られたことが察知できる。かつての市壁に沿ったこの小径のカーブは、一年あるいは一日の中で移ろう光によって繊細な感受性を持つ者に無数の個人的印象のモチーフを与えた。平和な時代に市壁は取り壊され、その後に建てられた家屋や交通施設によって、この小径はなくなってしまった。
北東のメッセ都市ライプツィヒあるいはカッセルから来てフランクフルトへ向かう通商路が、現在の通りでいうと、ヘルスフェルダー通り、ウンターガッセ、オベーレ・フルダー・ガッセ、マルクトと市内を曲がりくねりながら通っていたのは珍しい。
旧市街の中心であるマルクト広場周辺には、初期レーム建築様式の木組みの市庁舎がある。この建物は1512年から1516年に建てられたのだが、第1期工事の1512年から1514年に石造の下階が、第2期工事の1514年から1516年に木組み建築部分が建設された。下階の石造部分はかつては市場ホールとして利用されていた。1960年から1972年まで、当時のアルスフェルト郡の紋章には、この市庁舎が描かれていた。また、この市庁舎は2011年にドイツの切手に再び描かれた（以前、1975年にもこの建物を描いた切手が発行されている）。
市庁舎の近くにヴァインハウスがあり、その角には現在も犯罪者のさらし台がある。このさらし台は鍵がかかる鉄の輪で、中世の法に背いた者はここに首を固定された。無防備な状態にされた犯罪者は、他の住民たちからの嘲弄や、肉体的な侮蔑（たとえば、唾を吐きかけられるなど）に曝された。さらし台には台石が備え付けられており、はっきりとその用途が判る。
ヴァインハウスは1538年にハンス・フォン・フランクフルトによって階段状の切妻破風を持つ建物として建設された。この建物は、ワイン倉庫兼居酒屋として建設された。ファサードの丸アーチ型の窓は1840年に改装されたものである。現在ヴァインハウスはアルスフェルトの市役所となっており、保護文化財に指定されている。
ヴァインハウスにこの町で最も古い木組み建築が増築されている。この建物はシュテンダー建築様式で造られている。この建物の最も古い部分は1350年に造られた。1403年と1464年に部分的に損傷し、増改築がなされた。この建物の下に、筒型ヴォールトを持つ市の創設時代に造られた2つの地下倉庫がある。
これら3つの建物の裏手に13世紀後半から建造されたヴァルプルギス教会がある。この教会の内陣は1393年に新しく造られたもの、教会塔は以前の塔が倒壊した後 1394年に建設されたものであり、教会が完成したのは1543年であった。1836年に階層が切り詰められた。ゴシック様式の長堂は1472年に会堂に増築されたものである。ヴァルプルギス教会は、2006年12月3日から、毎日正午に鐘の音を鳴り響かせている。
ヴァルプルギス教会のすぐ隣に後期ゴシック様式の納骨堂がある。この建物は1368年に初めて記録され、1510年に拡張された。この建物は墓地から集めた骸骨を保管するのに使われていた。
旧市街の南端に、かつては14世紀に創設されたアウグスチヌ修道院教会であった三位一体教会がある。この教会は、非対称な2堂式ホール教会で、1435年頃に建設された。この教会は、托鉢修道会の修道院教会の通例として、教会塔を有さない。
修道院の建物跡の近くに、旧市壁の遺構であるレオンハルト塔がある。これは都市防衛のための監視塔で、1386年に建設された。
壮麗なシナゴーグは、1938年11月9日の排斥運動により破壊された。このシナゴーグのトーラは、現在も存続している博物館・歴史協会の会員によって救い出され、地域博物館に収蔵されている。シナゴーグの記念プレートは、マルティン＝ルター通りとヒンター・デア・マウアーとの角にある。
「アルスフェルトの真珠」と呼ばれる特に興味深い建物群については、2カ国語で番号付きの解説パンフレットが作られている。折りたたみ式のパンフレットに従って、テーマに沿った市内観光を楽しむことができる。
中核市区の狭い通りは、荷物の搬送、ゴミ処理、除雪、防火などで多くの点で問題を抱えており、住民相互の協力関係を余儀なくしている。
- ヴァインハウスのファサード
- ヴァインハウスに取り付けられたさらし台
- ヴァルプルギス教会
- 納骨堂
- 三位一体教会
- レオンハルト塔

### 年中行事
- アルスフェルトのチーズ市
- アルスフェルトのキャベツとメルヘンの日
- アルスフェルトの聖霊降臨祭マーケット
- アルスフェルトの市・郷土祭（8月の第1土曜日）
- アルスフェルトのクリスマスマーケット
- フォーゲルスベルクのスペシャリティー: 毎月第1土曜日、アルスフェルト住民による様々な活動発表会
- 物産市: 毎月第3土曜日
- 国際ドイツ杯（4年に1度開催。アルスフェルト音楽ファンファーレ隊が運営する）

## 経済と社会資本

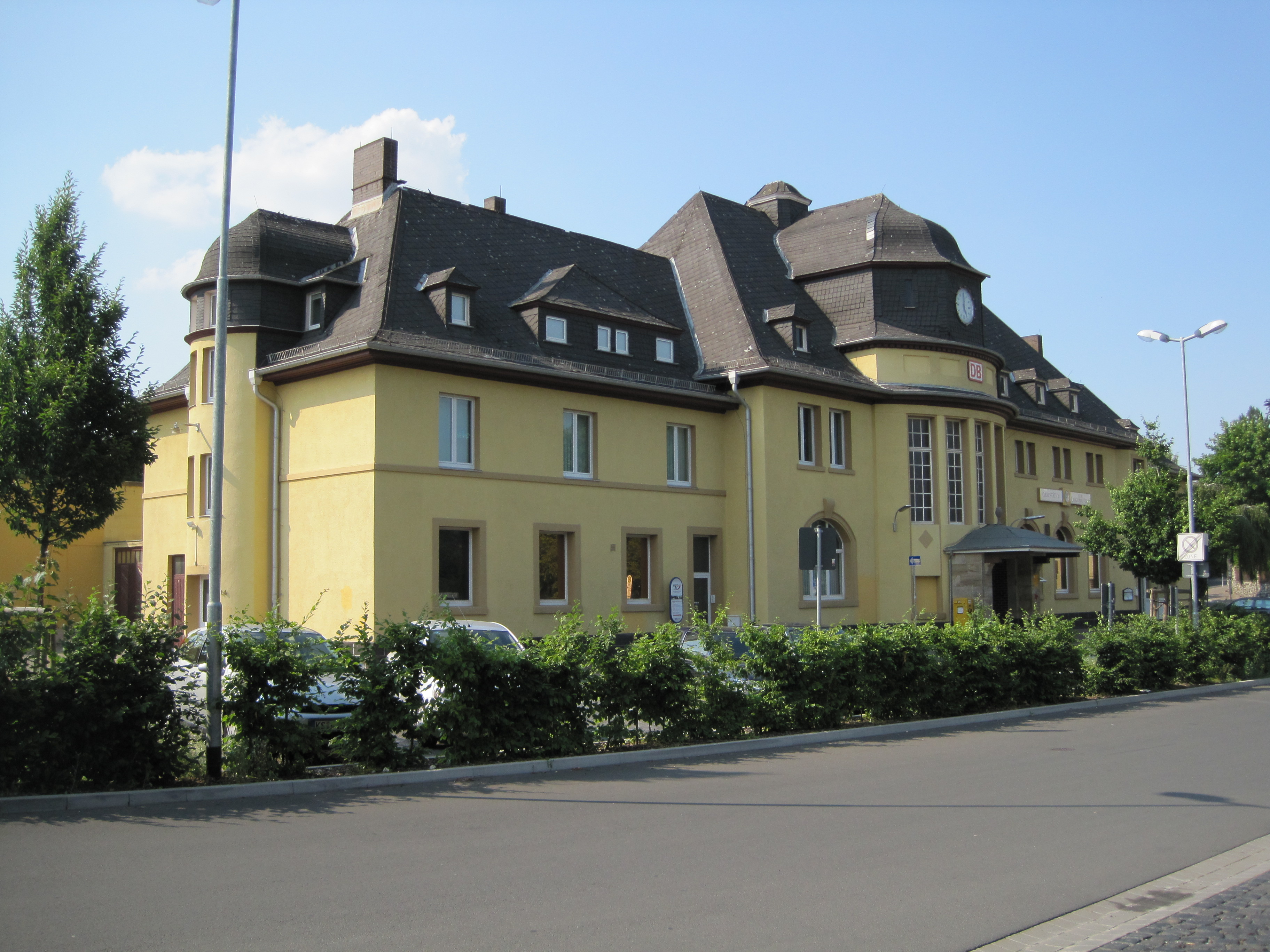
アルスフェルト駅

### 交通
アルスフェルトは連邦アウトバーンA5号線に直接面しており、アルスフェルト東とアルスフェルト西の2つのインターチェンジを有している。アルスフェルト西インターチェンジに面した休憩スペース「プフェッファーヘーエ」は、リムベルク休憩スペースに次いでA5号線で2番目に高い位置にある休憩スペースであり、B49号線を経由して交通の便が良いことから、通勤者やバス旅行客の乗り継ぎ・待ち合わせポイントとして人気である。
連邦道 B254号線と B62号線が市内を通っている。また、B49号線はこの街を始点としている。
アルスフェルトはフォーゲルスベルク鉄道 ギーセン - アルスフェルト - フルダ線経由でもアクセス可能である（1870年10月30日にラウターバッハからアルスフェルトまでの18.7 km が開通した）。現在のアルスフェルト駅の駅舎は1914年から1915年に建設された。1916年4月1日からはニーダーアウラからのグリュントヒェン鉄道が開通した。しかし、この鉄道は1974年5月25日には早くも旅客営業を停止した。最後の貨物列車は、1988年5月28日のアイファ行きであった。これ以降、アルスフェルトとブライテンバッハとの間の区間は自然に戻りつつある。
グリュントヒェン鉄道の開通は鉄道施設の改造をもたらした。新古典主義の駅舎はこの時代に建てられたものである。駅舎や駅の大きさは、農業を主体とした周辺地域にアルスフェルトの交通上の、そして経済上の重要性を知らしめるものであった。

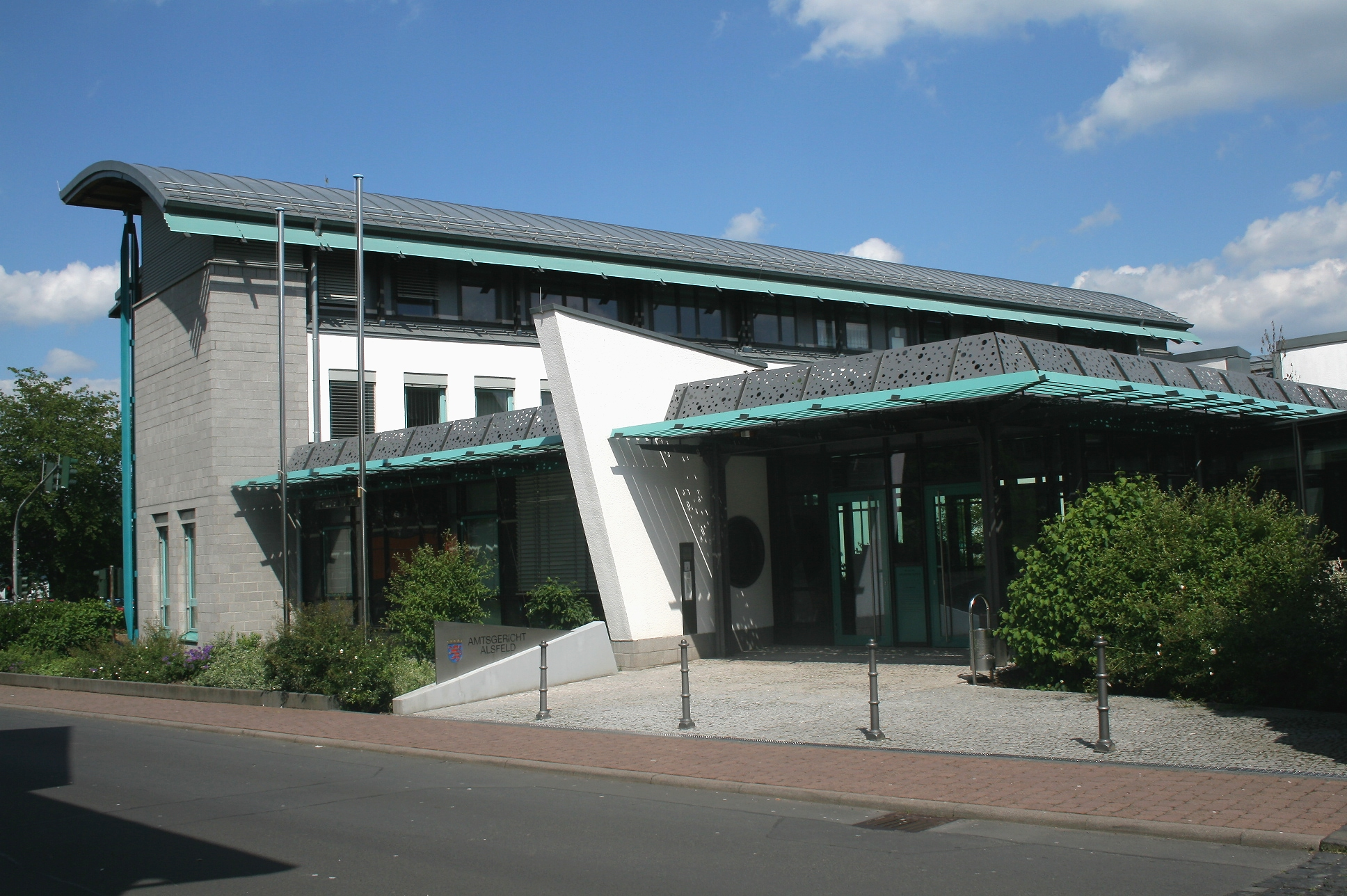
アルスフェルト区裁判所

### 公共機関
アルスフェルトには、通常裁判を行うアルスフェルト区裁判所がある。

### メディア
- vogelsberg-nachrichten.de [10]
- osthessen-news.de [11]
- アルスフェルダー・アルゲマイネ・ツァイトゥング [12]
- オーバーヘッシェ・ツァイトゥング [13]

### 地元企業
- STI - Gustav Stabernack GmbH 壁紙製造 [14]

## 人物

### 出身者
- ヨハン・アダム・ビルケンシュトック（1687年 - 1733年）ヴァイオリニスト、作曲家
- ルドルフ・シュタムラー（1856年 - 1938年）法哲学者
- シュテファン・ヴァイトナー（1963年 - ）音楽プロデューサー、ベーシスト、歌手、作詞家。Der W の芸名で、バンド「ベーゼ・オンケルツ」のベーシスト、作詞家として知られる。

## 引用
1. ↑  Hessisches Statistisches Landesamt: Bevölkerung in Hessen am 31.12.2023 (Landkreise, kreisfreie Städte und Gemeinden, Einwohnerzahlen auf Grundlage des Zensus 2011)]
2. ↑  Max Mangold, ed (2005). Duden, Aussprachewörterbuch (6 ed.). Dudenverl. p. 149. ISBN 978-3-411-04066-7
3. ↑  市区（人口の記載もある） (Alsfeld.de) （2012年7月14日 閲覧）
4. ↑  Dieter Berger: Geographische Namen in Deutschland. (Duden Taschenbücher, Band 25). 2. Auflage, Mannheim 1999, p. 38.
5. ↑  2011年3月27日の市議会議員選挙結果、ヘッセン州統計局（2012年7月15日 閲覧）
6. ↑  Rathauschef droht Abwahl. In: Frankfurter Rundschau. 24. Mai 2007.
7. ↑  Alsfeld: Ex-Bürgermeister verurteilt.、FAZ.net (Frankfurter Allgemeine Rhein-Main), 2009年9月25日付け（2012年7月15日 閲覧）
8. ↑  Regionalmuseum Alsfeld（2012年7月16日 閲覧）
9. ↑  Alsfelder Märchenhaus (Umlaub im Rotkäppchenland)（2012年7月16日 閲覧）
10. ↑  Vogelsberg Nachrichten（2012年7月16日 閲覧）
11. ↑  Osthessen-News - Nachrichten aus Osthessen（2012年7月16日 閲覧）
12. ↑  Alsfelder Allegmeine.de（2012年7月16日 閲覧）
13. ↑  Oberhessische Zeitung（2012年7月16日 閲覧）
14. ↑  STI group（2012年7月16日 閲覧）